# Cras-sur-Reyssouze
Cras-sur-Reyssouze is een plaats en voormalige gemeente in het Franse departement Ain in de regio Auvergne-Rhône-Alpes en telt 907 inwoners (1999). De oppervlakte bedraagt 13,9 km², de bevolkingsdichtheid is 65,3 inwoners per km². Op 1 januari 2019 is Cras-sur-Reyssouze opgegaan in de nieuwe gemeente Bresse Vallons.

## Demografie
Onderstaande figuur toont het verloop van het inwoneraantal van Cras-sur-Reyssouze vanaf 1962.
Vanwege een beveiligingsprobleem met de MediaWiki Graph-software is het momenteel niet mogelijk deze grafiek weer te geven. Zodra de software is bijgewerkt zal de grafiek vanzelf weer zichtbaar worden.